# 鄭英耀
鄭英耀（英語：Ying-Yao Cheng，1955年10月12日—），現任教育部部長，曾任國立中山大學校長以及高雄市政府教育局局長（借調）和新境界文教基金會董事。

## 生平
鄭英耀就讀國中時是放牛班學生，後奮發圖強考上屏東師專，師專畢業後前往嘉義縣竹崎鄉的光華國小任教，服兵役後分別在彰師大與高師大取得學士及碩士學位，碩士畢業後於國立中山大學任教並在同時攻讀政治大學博士學位，歷任校內教育研究所所長、學務長、社會科學院院長、行政副校長。中山大學任內的研究專長是教育心理學、創意思考教學、教育行政與組織管理以及教育測驗與評量。

## 從政
鄭英耀於中山大學任教時曾任新境界文教基金會第9－10屆董事，在兩任高雄市市長謝長廷及陳菊任內皆被借調擔任高雄市政府教育局局長。
2024年5月，賴清德就職中華民國總統，鄭英耀出任卓榮泰內閣首任教育部長。